# Ramatou Baba Moussa
Ramatou Baba Moussa est une femme politique béninoise.

## Biographie
Elle est l'une des trois femmes sur les 64 députés de la première législature du Bénin de 1991 à 1995,. Le 26 mai 1998, elle fait partie des trois femmes ayant été nommées ministres dans le gouvernement du général Mathieu Kérékou,,. Elle est dans ce gouvernement ministre de la Protection sociale et de la Condition féminine,.